# بيتر ويلينغتون
بيتر ويلينغتون (بالإنجليزية: Peter Wellington)‏ هو سياسي أسترالي، ولد في 21 أغسطس 1957 في أستراليا. حزبياً، نشط في مستقل. وقد انتخب Speaker of the Legislative Assembly of Queensland ‏ (24 مارس 2015 – 25 نوفمبر 2017) وفي 1998 Queensland state election ‏، انتخب عضو المجلس التشريعي ولاية كوينزلاند عن دائرة Electoral district of Nicklin ‏ (13 يونيو 1989 – 25 نوفمبر 2017).